# Asarluhi
Asarluhi – w mitologii mezopotamskiej początkowo bóg sumeryjskiego miasta Kuara, położonego w pobliżu Eridu, później łączony z Enkim (bogiem miasta Eridu) oraz znajomością magii, specjalnej broni Enkiego. Asarluhi był uważany za syna Enkiego i Damgalnuny, a gdy Mardukowi również przyznano tytuł syna boga Ea (akadyjskie imię Enkiego), stało się rzeczą naturalną, że włączono Asarluhiego do osobowości boga Marduka. W babilońskiej tradycji magicznej imię Asarluhiego jest używane wymiennie z imieniem Marduka w formułkach magicznych i modlitwach.